# Ophiothrix angulata
Ophiothrix angulata is een slangster uit de familie Ophiotrichidae.
De wetenschappelijke naam van de soort werd in 1825 gepubliceerd door Thomas Say.

## Synoniemen
- Ophiothrix kroeyeri Lütken, 1856[1][2]